# The House of Lords (restaurant)

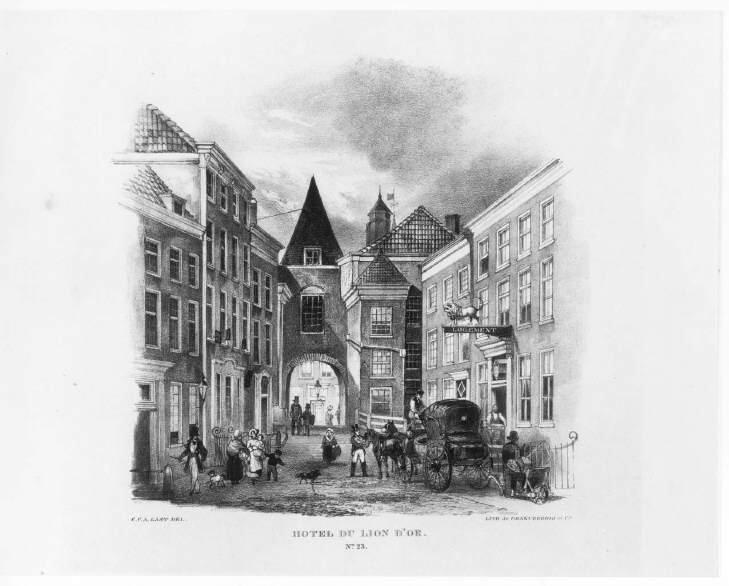
Spuipoort met rechts herberg De Gouden Leeuw in 1861

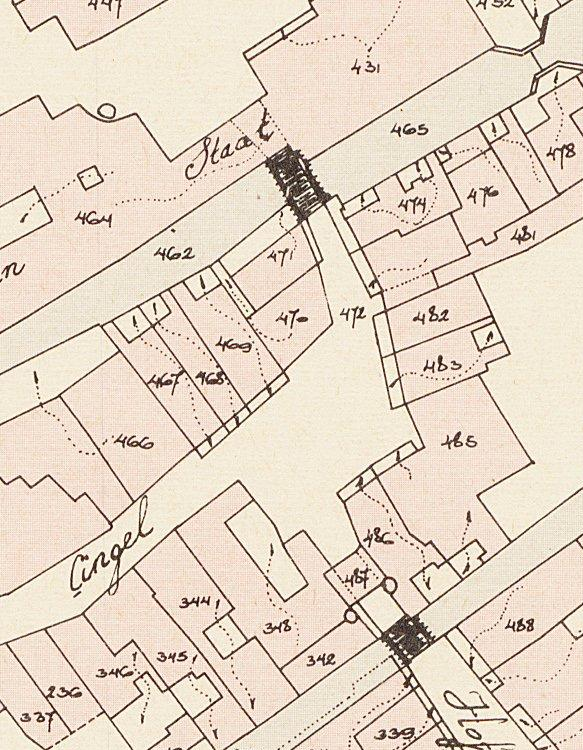
Plattegrond Hofplaats in 1831

The House of Lords (eerder bekend onder De Gouden Leeuw) was een restaurant in Den Haag tegen de voormalige Spuipoort van het Binnenhof aan. Het had een Michelinster in de periode 1960-1975.
Chef-kok in de tijd van de Michelinster was Alfons Didde.

## Geschiedenis
Het gebouw was een van de oudste in Den Haag. Het werd in 1595 genoemd als Huys Teijlingen aan de oostpoort van het hoff. In 1628 werd het pand hernoemd tot De Gouden Leeuw door ene Waltherus van der Beek. In 1917 kreeg het restaurant de naam The House of Lords, op verzoek van geïnterneerde Britse militairen.
Vanwege het grote aantal parlementariërs dat het restaurant bezocht, was het ook een plek voor politieke intrige. Het meest bekende geval is van Wim Keja, die in het restaurant door iemand benaderd werd om zich uit te spreken voor de aanschaf van de Dassault Mirage F1. Hem werd daarvoor 30.000 gulden geboden. Keja weigerde.

## Sloop
In een rare samenloop van omstandigheden was het de Tweede Kamer der Staten-Generaal (in Groot-Brittannië House of Commons) die het lot van The House of Lords (het Britse equivalent van de Eerste Kamer der Staten-Generaal) bepaalde. Het restaurant werd het "slachtoffer" van de vernieuwing van de parlementaire gebouwen rond het Binnenhof en werd gesloopt in 1986.
De originele voorgevel van het restaurant is nu te zien in het Louwman Museum (voorheen Nationaal Automobiel Museum). De eigenaar van dat museum was een vaste gast van het restaurant en was van mening dat de gevel om historische redenen bewaard moest blijven. Hij kon de opname van de gevel in de museumcollectie rechtvaardigen door het plaatje van de Koninklijke Nederlandsche Automobiel Club naast de voordeur.